# Paramblypterus
Paramblypterus is een geslacht van uitgestorven straalvinnige beenvissen, behorend tot de Actinopterygii en van een onzekere systematische locatie. Het leefde tussen het Laat-Carboon en het Vroeg-Perm (ongeveer 302-290 miljoen jaar geleden) en zijn fossiele overblijfselen zijn gevonden in Europa.

## Beschrijving
Deze vis was ongeveer twintig centimeter lang en had een compact lichaam. Het hoofd was kort en hoog, met een extreem stompe snuit en begiftigd met kleine dunne tanden. De rugvin was driehoekig van vorm en gepositioneerd in de achterste helft van het lichaam; de anaalvin, ook driehoekig, stond iets verder naar achteren geplaatst. De borstvinnen waren lang en dun, terwijl de buikvinnen driehoekig waren. De staartvin was heterocercaal en bedekt met lange beenschubben in het dorsale deel. De schubben waren rechthoekig en ruitvormig, zwak gekarteld en bijna zonder versieringen. Vergeleken met de zeer vergelijkbare Amblypterus, waren er enkele onderscheidende kenmerken, zoals het in tweeën gesplitste neusbeen, de afwezigheid van een dermoiale als een enkele ossificatie, de aanwezigheid van meer dan twee suborbitale botten en zeven tot negen branchiostegale vinstralen.

## Classificatie
Het geslacht Paramblypterus werd in 1888 opgericht door Sauvage, om plaats te bieden aan enkele soorten die eerder werden toegeschreven aan het geslacht Amblypterus. De typesoort is Paramblypterus decorus, waarvan de fossielen in grote hoeveelheden zijn gevonden in de bodem van het Laat-Carboon in Commentry in Frankrijk. Andere soorten zijn Paramblypterus gelberti en Paramblypterus duvernoyi van het Vroeg-Perm van Duitsland en Paramblypterus rohani van het Vroeg-Perm van Duitsland, Frankrijk en Tsjechië.
Paramblypterus werd lang verward met Amblypterus en wordt op verschillende manieren toegeschreven aan de Palaeoniscidae, de Commentryidae of meer in het algemeen aan de Paleonisciformes. Meer recent onderzoek heeft de nauwe relaties tussen Paramblypterus en Amblypterus effectief gedefinieerd, waarbij beide geslachten worden toegeschreven aan de familie Paramblypteridae (Dietze, 2000; Štamberg, 2013). Hoe dan ook, de affiniteiten van deze twee vormen met de andere archaïsche Actinopterygii zijn nog niet goed begrepen.

## Paleobiologie
Deze vis moet een roofdier zijn geweest van kleine dieren.